# 伏毛铁棒锤
伏毛铁棒锤（学名：Aconitum flavum），为毛茛科乌头属下的一个种。

## 扩展阅读
維基物種上的相關：伏毛铁棒锤